# دنیای سیرک
دنیای سیرک (انگلیسی: Circus World) یک فیلم وسترن درام به کارگردانی هنری هاتاوی است که در سال ۱۹۶۴ منتشر شد. در ایران این فیلم با نام جانبازان دوبله شد و در آن ایرج دوستدار به‌جای جان وین، فهیمه راستکار به‌جای ریتا هیورث و نیکو خردمند به‌جای کلودیا کاردیناله صحبت کردند.

## گزیدهٔ بازیگران
- جان وین در نقش مت مسترز
- ریتا هیورث در نقش لی‌لی آلفردو
- کلودیا کاردیناله در نقش تونی آلفردو
- ریچارد کونته در نقش آلدو آلفردو
- لوید نولان در نقش سروان کارسون
- مایلز مالسون در نقش بیلی هنیگان
- کی والش در نقش فلو هانت
- جان اسمیت در نقش استیو مک‌کیب
- ویکتور اسرائیل
- خوزه ماریا کافارل